# Combretum caffrum
Combretum caffrum és una espècie de planta de la família de les combretàcies. És un arbre natiu de Sud-àfrica, confinat, de manera natural, a l'est del Cap i la Província del Cap on creix a la sorra a prop del mar, afavorint les dunes i els boscs riberencs (i els seus marges). C. caffrum és molt semblant a una altra espècie del gènere anomenada C. erythrophyllum. Aquesta última presenta fulles més el·líptiques, no tan allargades, més presència de venes o nervis laterals. Els fruits també són diferents.

## Morfologia
Sol ser un arbust o arbre petit que es barreja amb la vegetació propera. Pot créixer fins als 10 metres d'alçada. L'escorça és gris pàl·lid a marronosa. Les fulles són estretament el·líptiques, de tendència a estar caigudes, d'un color verd fosc quan estan madures, a vegades finament vellutades quan són joves. Presenten de 4 a 7 parells de venes laterals. També hi ha domaties, estructures diminutes, bastant corrents en moltes plantes, que allotgen àcars i petits artròpodes que viuen als limbes del revers de les fulles i els proporcionen protecció envers altres plagues perjudicials que puguin danyar a les plantes. Les fulles presenten un pecíol d'uns 3 a 8 mm de longitud. Les flors són d'un color groc verdós disposades en caps axil·lars gairebé esfèrics i gruixuts i d'uns 2,5 cm de diàmetre. El fruit presenta 4 ales, d'uns 2 cm de mida, d'un color verd llima que es torna d'un marró vermellós. En la cultura africana, s'ha usat com a amulet per assegurar la caiguda de l'enemic.